# Cayo Duilio
Cayo o Gayo Duilio  fue un político y militar de la República romana que vivió en el siglo III a. C. y luchó en la primera guerra púnica.

## Carrera política
No se tienen casi datos sobre su familia o sus inicios en la política puesto que era un homo novus, lo que significa que no pertenecía a una de las familias tradicionales de la aristocracia romana. Logró sin embargo ser elegido cónsul en el año 260 a. C., en el comienzo de la primera guerra púnica.
En ese año, la costa de Italia fue repetidamente asolada por los cartagineses, contra los que los romanos estaban indefensos al carecer de armada. Los romanos construyeron su primera flota, de cien quinquerremes y veinte trirremes, utilizando para su modelo un buque cartaginés que había sido arrojado en la costa de Italia.
Las cifras de barcos romanos construidos es disputada, ya que, según Orosio, ascendió a ciento treinta  y de acuerdo con Floro a ciento sesenta. Esta flota se dice que fue construida en el corto espacio de tiempo de sesenta días. Según algunos autores, Duilio obtuvo el mando de esta flota, mientras que, según Polibio, se le dio a su colega Cneo Cornelio Escipión Asina. El mismo autor señala que, en un principio, Escipión Asina navegó con diecisiete barcos a Mesina, pero fue capturado por los cartagineses en la batalla de las Islas Lípari.
Entonces, los romanos, al enterarse de la desgracia de Cneo Cornelio Escipión Asina, enviaron a Duilio, que mandaba el ejército de tierra, y le encargaron el mando de su flota. Según Zonaras, Duilio, que mandaba la flota desde el principio, cuando se dio cuenta de las desventajas que tenían los torpes buques de los romanos, ideó el conocido garfio (corvus) por medio del cual los barcos del enemigo eran atraídos hacia estos, así que la batalla naval era, por decirlo así, convertida en un combate terrestre.
Duilio, cuando fue informado de que los cartagineses, al mando del almirante Aníbal Giscón, devastaban la costa de Milas en Sicilia, se embarcó hacia allí con todo su armamento. Se encontró con los cartagineses, cuya flota se componía de ciento treinta, o, según Diodoro, de doscientas velas. La batalla que se produjo, conocida como la batalla de Milas, terminó con una victoria de los romanos, debida principalmente al uso de sus garfios. En el primer ataque de los cartagineses, estos perdieron treinta naves y en el segundo, otros cincuenta barco. Aníbal escapó con dificultad en un pequeño bote. Según Eutropio y Orosio, las pérdidas de los cartagineses no fueron tan grandes como señala Polibio.
Después de sellarse la victoria, Duilio desembarcó en Sicilia, cerca de la ciudad de Egesta, que estaba estrechamente sitiada por el enemigo, y tomó por asalto Macella. Otro pueblo de la costa parece asimismo haber sido tomado por él. Realizado esto, visitó varios de los aliados de Roma en Sicilia y entre ellos también al rey Hierón II de Siracusa, pero, cuando quiso regresar a casa, los cartagineses se esforzaron para evitar que saliera del puerto de Siracusa, aunque sin éxito.
A su regreso a Roma, Duilio celebró un espléndido triunfo porque fue la primera victoria naval que los romanos habían ganado y el recuerdo fue perpetuado por una columna que se erigió en el foro, adornada con os rostras de los buques conquistados. Duilio mostró su agradecimiento a los dioses mediante la construcción de un templo dedicado a Jano en el foro Olitorium.
Duilio fue el más recompensado por esta victoria, por lo que se permitió, cuando regresaba a casa de un banquete en la noche, ir acompañado de una linterna y un flautista.
Durante su consulado el Senado prohibió enterrar los cadáveres dentro de la ciudad.
Según los Fastos capitolinos, Duilio fue censor en 258 a. C. junto con Lucio Cornelio Escipión y en 231 a. C. dictador con el propósito de la celebración de los comicios.